# Charmosyna
A pápualóri (Charmosyna) a madarak osztályának papagájalakúak (Psittaciformes) rendjébe és és a szakállaspapagáj-félék (Psittaculidae) családjába, azon belül a lóriformák (Loriinae) alcsaládjába tartozó nem.

## Rendszerezésük
A nemet Johann Georg Wagler írta le 1832-ben, jelenleg négy faj tartoznak ide:
- Josefina-pápualóri (Charmosyna josefinae)
- Nyársfarkú pápualóri (Charmosyna papou), korábban nyársfarkú lóri
- Stella-pápualóri (Charmosyna stellae) - a nyársfarkú pápualóriról leválasztott faj
- † Szamoa-pápualóri (Charmosyna samoensis) - kihalt faj

Korábban további 12 faj tartozott ide, melyeket más nemekbe soroltak át.
Átsorolva a monotipikus Charminetta nembe - 1 faj
- Vilma-lóri (Charminetta wilhelminae)

Átsorolva a Hypocharmosyna nembe - 2 faj
- Pirostorkú lóri (Hypocharmosyna placentis)
- Pirosfoltos lóri (Hypocharmosyna rubronotata)

Átsorolva a Charmosynopsis nembe - 2 faj
- Tündérlóri (Charmosynopsis pulchella)
- Toxopeus-lóri (Charmosynopsis toxopei)

Átsorolva a monotipikus Synorhacma nembe - 1 faj
- Sokcsíkú lóri (Synorhacma multistriata)

Átsorolva a monotipikus Charmosynoides nembe - 1 faj
- Margit-lóri (Charmosynoides margarethae)

Átsorolva a Vini nembe - 5 faj
- Pirostorkú pálmalóri (Vini amabilis)
- Kaledón pálmalóri (Vini diadema) – feltehetően kihalt
- Piroscsőrű pálmalóri (Vini meeki)
- Smaragdzöld pálmalóri (Vini palmarum)
- Pirosállú pálmalóri (Vini rubrigularis)